# Francolinus shelleyi
Francolinus shelleyi là một loài chim trong họ Phasianidae.

## Hình ảnh

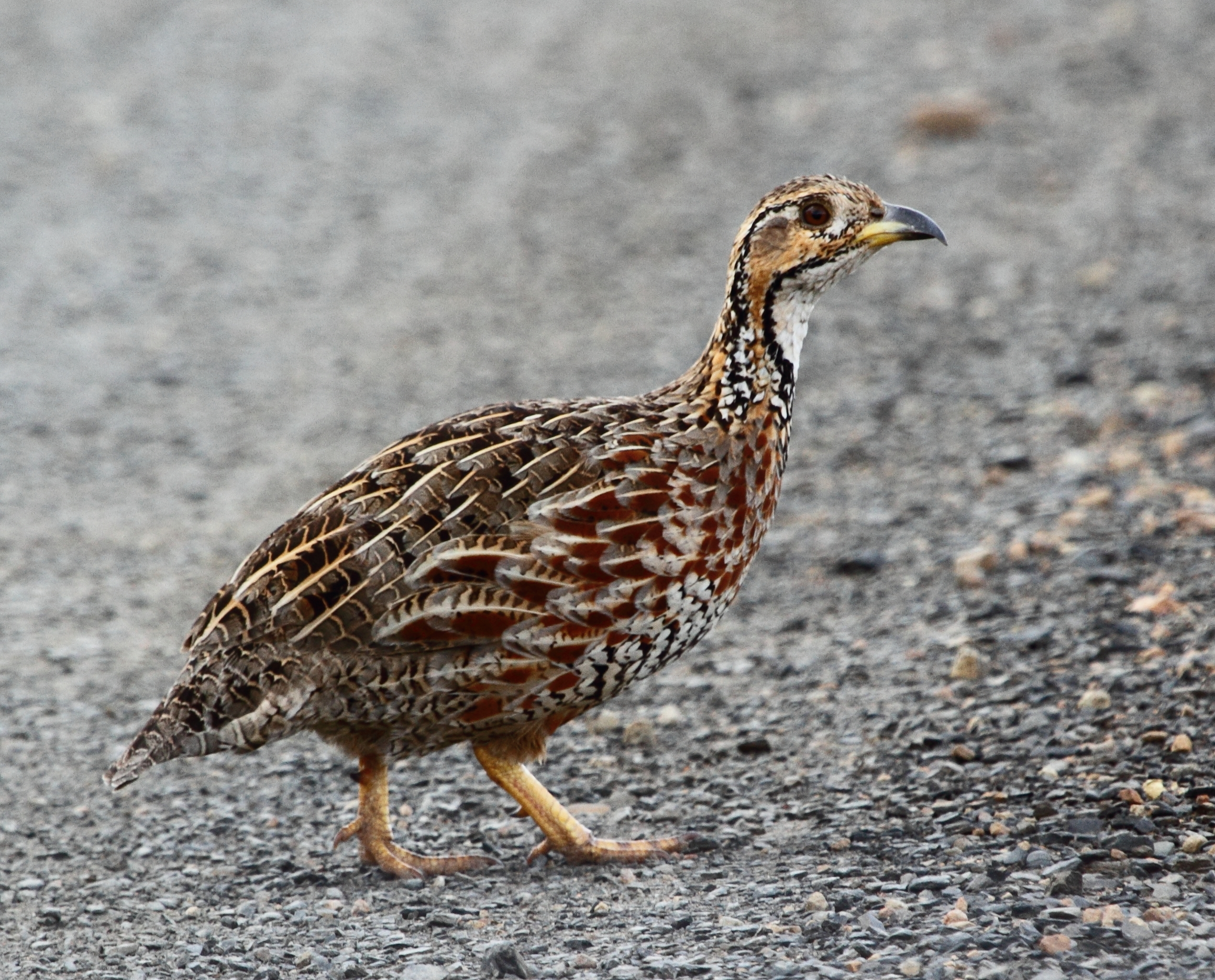
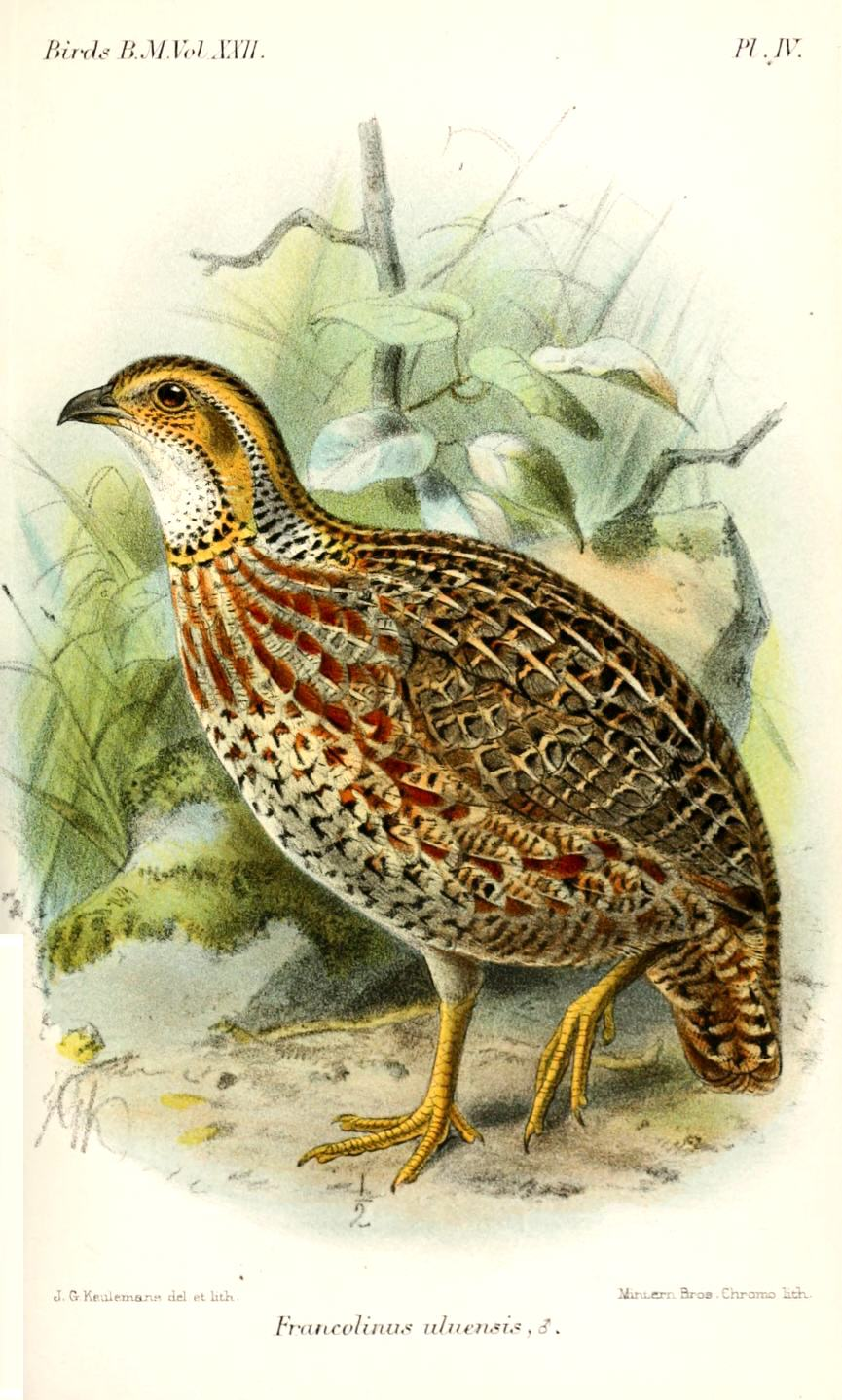